# آزادماهی ولگا
آزادماهی ولگا(نام علمی: Stenodus leucichthys) نام یک گونه از تیره آزادماهیان است.